# Anacronicta nigra
Anacronicta nigra är en fjärilsart som beskrevs av W. Warren 1912. Anacronicta nigra ingår i släktet Anacronicta och familjen Pantheidae. Inga underarter finns listade i Catalogue of Life.